# Tim Firth
Tim Firth (* 13. Oktober 1964 in Warrington, Lancashire, England) ist ein britischer Dramatiker, Drehbuchautor und Songwriter. Vereinzelt war er auch als Executive Producer an der Umsetzung seiner Drehbücher beteiligt.

## Leben und Karriere
Firth wurde im nordenglischen Warrington (Lancashire) geboren und wuchs in Frodsham (Cheshire) auf. Während seiner Schulzeit begann er mit der Dichtung und Komposition von Liedern. Wenige Wochen vor Beginn seines Anglistik-Studiums an der University of Cambridge besuchte er einen Kurs der Arvon Foundation in West Yorkshire. Dieser wurde von Willy Russell geleitet und brachte Firth erstmals dazu, einen Dialog zu verfassen. Er entschied sich für das Thema, von dem er am meisten verstand: Zwei sechzehnjährige, die versuchen, ein Lied zu schreiben. Ein anderer Kursteilnehmer sicherte sich die Rechte an dem kurzen Stück für seine Produktionsfirma und Firth entschied sich dazu, eine Autorenkarriere einzuschlagen. Während seiner Zeit in Cambridge wurde er Teil der Footlights. Zeitgleich war unter anderen auch David Baddiel Mitglied des renommierten Amateurtheaterclubs, Baddiel kam später auf Firth zurück, als er Musik für sein BBC-Radio-Programm The Mary Whitehouse Experience benötigte. Bei jedem von Firths ersten Stücken aus seiner Zeit bei den Footlights führte Sam Mendes Regie.
Nach seinem Universitätsabschluss schrieb und komponierte er die Musik zur Radio-Four-Hörspielserie And Now In Colour, bald darauf folgte eine Einladung nach Scarborough, wo er auf Alan Ayckbourn traf und den Auftrag erhielt, ein Stück für das Studio am Stephen Joseph Theatre zu schreiben. Sein Einakter A Man Of Letters wurde ein Erfolg und führte zur Beauftragung durch Ayckbourn zum Verfassen eines längeren Stückes. Das Ergebnis, Neville’s Island, wechselte später ins Londoner West End und wurde seither fast ununterbrochen in diversen internationalen Inszenierungen (auch in diversen Übersetzungen) aufgeführt.
Gemeinsam mit seinem Vater Gordon Firth gestaltete er ein Kinderhörbuch für WH Smith und EMI, später wurde es mit Roger and the Rottentrolls als Fernsehserie adaptiert.
In zwei aufeinanderfolgenden Spielzeiten um die Weihnachtszeit wurde die Bühnenversion seines Fernsehfilms The Flint Street Nativity am Liverpool Playhouse zur erfolgreichsten Weihnachtsinzenierung in der Geschichte des alten Theaters. 
Sein Theaterstück Calendar Girls (UA 2008), die Adaption seines gleichnamigen Films von 2003, erfreute sich besonderer Beliebtheit beim britischen Publikum während der landesweiten Tournee 2008–2009. Es brach den britischen Rekord für das erfolgreichste Theaterstück aller Zeiten und war auch während der folgenden Spielzeit im West End durchweg ausverkauft. 2010 begab sich der Komödienhit erneut auf eine landesweite Tournee, dabei handelte es sich um eine der umfangreichsten in der britischen Theatergeschichte.
Am 19. Juni 2013 feierte Firths erstes Solomusical This Is My Family Premiere am Crucible Theatre. Firth schrieb dafür sowohl Buch und Liedtexte als auch die Musik, Regie führte Daniel Evans. Nach der Spielzeit in London begab sich auch dieses Stück auf eine landesweite Tournee beginnend am Lyceum Theatre in Sheffield im Oktober 2014. This Is My Family gewann den UK Theatre Award als Bestes Neues Musical, Dame Siân Phillips DBE gewann den Preis als Beste Nebendarstellerin.
Gary Barlows Musical The Girls, eine weitere Adaption von Firths Film Kalender Girls, führte Firth neben seiner Autorenschaft auch Regie. Für Komponist/Musiker Barlow und Dramatiker Firth, die beide im nordwestenglischen Dorf Frodsham aufwuchsen und dieselbe Schule besuchten, war The Girls das erste gemeinsame Projekt. Das Stück eröffnete erst an verschiedenen Orten in Nordengland (Handlungsort) und transferierte noch 2017 ans Londoner Phoenix Theatre, wo die Inszenierung einen Whatsonstage Award gewann und für drei Olivier nominiert. 2018 wird sich das Musical auf eine landesweite Tournee begeben.
Im September 2017 wurde Firths neues Musical The Band im Manchester Opera House uraufgeführt und begab sich danach ebenfalls auf Tournee. Es handelt sich um ein Jukebox-Musical auf der Grundlage der Musik (und in der Handlung lose angelehnt an die Anfangsgeschichte) von Take That.
Firth veröffentlichte 2004 sein Soloalbum Harmless Flirting als Abschluss einer Tour in Wort und Musik mit seinem Dramatiker-Kollegen Willy Russell. Die Aufführung im Rahmen des Edinburgh Festival erhielt durchweg positive Kritiken.
Im gleichen Jahr wurde Firth in die Rige der Companions des Liverpool Institute for Performing Arts aufgenommen.
Im März 2010 erhielt Firth die Ehrendoktorwürde (Doctor of Letters, honoris causa) durch die University of Chester.

## Theaterstücke
Die angegebenen Jahreszahlen beziehen sich auf das Jahr der Uraufführung des jeweiligen Werks.
- 1992: Neville’s Island – Nominierung für den Olivier als Beste Komödie (1995)[5]
- 2002: The Safari Party
- 2006: The Flint Street Nativity
- 2009: Sign of the Times (angelehnt an A Man Of Letters, 1991)
- 2008: Calendar Girls (Adaption seines Spielfilmdrehbuchs) – Auszeichnung mit dem What’s On Stage Award als Beste Neue Komödie
- 2003: Our House – Jukebox-Musical um die Musik von Madness – Auszeichnung mit dem Olivier for Best New Musical (2003); Hilton Award für das Beste Musical[6]
- 2013: Neville’s Island (vollständige Überarbeitung für das Chichester Festival Theatre)
- 2013: This Is My Family – Auszeichnung mit dem UK Theatre Award als Bestes Neues Musical (außerdem Beste Nebendarstellerin: Siân Phillips)
- 2015: The Girls (Adaption seines Spielfilmdrehbuchs) – Musical von Gary Barlow
- 2017: The Band – Jukebox-Musical um die Musik von Take That

## Drehbücher
Kinofilme (Auswahl)
- 2003: Blackball
- 2003: Kalender Girls (Calendar Girls)
- 2005: Kinky Boots – Man(n) trägt Stiefel (Kinky Boots)
- 2012: The Wedding Video
- 2018: Daylight Robbery (in der Entwicklungsphase)

Fernsehen
- 1994: All Quiet on the Preston Front
- 1994: Once Upon a Time in the North
- 1995: Preston Front Series 2
- 1997: Preston Front Series 3
- 1998: Neville’s Island (Fernsehfilm)
- 1999: The Flint Street Nativity (Fernsehfilm)
- 2000: Border Cafe (Fernsehserie)
- 2003: Cruise of the Gods (Fernsehfilm)
- 2004: Trapped (Dreiteiler; auch als Executive Producer beteiligt)